# 张德勤
张德勤（1932年12月—2015年8月5日），安徽省萧县人，中华人民共和国政治人物。

## 生平
1957年9月，毕业于复旦大学中文系汉语言文学专业，在中央广播事业局工作，先后在国际广播电台国际部、国内部任编辑。1978年9月，调入中国社会科学院新闻研究所。1979年1月，加入中国共产党。1981年6月，调入中央办公厅工作，后担任中央办公厅办公室副主任等职。1985年9月，任经济日报社副总编辑。1986年6月，任文化部办公厅主任。1988年4月，任国家文物局局长。2004年8月退休。2015年去世。